# Hitman: Contracts
Hitman: Contracts là một game hành động lén lút ra mắt vào năm 2004 do hãng IO Interactive phát triển và Eidos Interactive phát hành cho Microsoft Windows, Playstation 3, Playstation 2, Xbox, và Mac OS. Đây là phần thứ ba của dòng game Hitman và cũng là bản làm lại của tựa game Hitman: Codename 47. Hitman: Contracts đã được đáp ứng với các đánh giá chung tích cực; lời khen ngợi nhắm vào các yếu tố gameplay được cải thiện, đồ họa, nhạc nền, giai điệu và bầu không khí tối hơn, trong khi đó những lời chỉ trích dành cho việc thiếu những cải tiến đáng kể và sự quen thuộc với hai trò chơi trước.

## Lối chơi
Trong Hitman: Contracts, người chơi điều khiển Đặc vụ 47 từ góc nhìn thứ ba, người được cử đến nhiều địa điểm khác nhau trên toàn cầu để ám sát các mục tiêu cụ thể. Nhiều loại vũ khí có thể được sử dụng, từ dao làm bếp, súng trường tấn công và súng ngắn cho đến súng máy có dây đai. Trong khi việc lén lút và bắn hạ được khuyến khích, trò chơi cho phép người chơi thực hiện một cách tiếp cận bạo lực hơn và đấu súng theo cách của họ để đạt được mục tiêu nhiệm vụ của họ. Khi người chơi tiến bộ qua trò chơi, họ có thể thu thập các loại vũ khí khác nhau được tìm thấy trong các cấp độ, cho phép chúng được sử dụng trong các nhiệm vụ trong tương lai. Bên cạnh những cách giết mục tiêu đơn giản hơn như đấu súng và siết cổ, một số nhiệm vụ cho phép người chơi có những cách tinh tế hơn để loại bỏ các đòn đánh, chẳng hạn như sử dụng chất độc một cách thận trọng hoặc sắp xếp "tai nạn" như một cơn đau tim do nhiệt trong phòng tắm hơi. Người chơi được đánh giá về hiệu suất của họ dựa trên một số yếu tố; quan trọng trong số đó là số phát súng được bắn, các nhân vật không phải người chơi (NPC) bị giết (và liệu họ có phải là kẻ thù có vũ trang hay vô tội) và số lần cảnh báo của các vệ binh. Hạng thấp nhất là "Sát nhân hàng loạt", được trao cho những người chơi giết được số lượng lớn NPC trong quá trình truy đuổi mục tiêu và không sử dụng tính năng lén lút. Hạng cao nhất là "Sát thủ thầm lặng", kiếm được khi người chơi hoàn thành nhiệm vụ của mình mà không bị phát hiện và nói chung là không giết bất kỳ ai khác ngoài (các) mục tiêu đã định.

## Cốt truyện
Vào ngày 17 tháng 3 năm 2004, khoảng một năm sau sự kiện của Silent Assassin, Đặc vụ 47 bị bắn và bị thương nặng khi đang thực hiện một nhiệm vụ ở Paris cho người chủ của mình, Cơ quan Hợp đồng Quốc tế (ICA). Trở về phòng khách sạn của mình, anh ta suy nghĩ về quá khứ của mình, bắt đầu bằng việc trốn thoát khỏi lực lượng đặc biệt Romania sau khi giết chết người tạo ra mình, Tiến sĩ Otto Ort-Meyer, tại cơ sở của chính mình. 47 sau đó nhớ lại các hợp đồng khác nhau mà anh ta đã thực hiện trong nhiều năm, bao gồm cả vụ ám sát hai người theo chủ nghĩa tôn giáo đã bắt cóc con gái của một khách hàng ở Romania ; vụ giết người ở chợ đen ở Kamchatkabán vũ khí cho bọn khủng bố, và phá hủy phòng thí nghiệm vũ khí của chúng trên tàu ngầm; vụ giết một nhà quý tộc tham nhũng và con trai của ông ta ở Vương quốc Anh ; vụ ám sát trùm tội phạm đi xe đạp ở Rotterdam ; và vụ giết ba trong số năm "người cha" di truyền của hắn, đó là vận động viên bắn súng Arkadij Jegorov, người mà những người đi xe đạp đang làm ăn với ở Rotterdam, tên khủng bố Frantz Fuchs tại một khách sạn ở Budapest, và trùm Triad Lee Hong ở Hồng Kông .
Trong thời gian này, một bác sĩ ICA đến và tiến hành phẫu thuật khẩn cấp cho 47 trước khi anh ta có thể bị chảy máu, nhưng các sĩ quan từ Groupe d'Intervention de la Gendarmerie Nationale (GIGN) xông vào khách sạn để bắt 47. Trong khi bác sĩ ICA buộc phải chạy trốn mà không cần băng bó vết thương, 47 phục hồi sức lực và chuẩn bị đối phó với các sĩ quan, trước khi nhớ lại cuộc họp ngắn cho hợp đồng hiện tại của mình. Anh ta nhớ rằng anh ta đã tiêu diệt hai trong số ba mục tiêu mà anh ta được cử đi tiêu diệt (một sự kiện sau đó được đề cập trong Hitman: Blood Money), tất cả đều liên quan đến một đường dây mại dâm trẻ em ở Đông Âu. Anh ta cũng nhớ lại rằng mục tiêu thứ ba, sĩ quan GIGN tham nhũng Albert Fournier, sống sót sau nỗ lực của 47 sau khi bị lật tẩy trước sự hiện diện của anh ta, và phải chịu trách nhiệm về thương tích của anh ta.
Khi GIGN chuẩn bị xông vào căn phòng của anh ta, nơi đang dần chứa đầy hơi cay, 47 thoát ra khỏi khách sạn, dự định hoàn thành hợp đồng của anh ta. Khi đến các con phố, anh ta tìm và giết Fournier, trước khi trốn đến Sân bay Charles de Gaulle. Lên một chiếc máy bay chuẩn bị rời khỏi đất nước, 47 gặp lại người quản lý Diana Burnwood, người xác nhận nghi ngờ rằng có ai đó đã biết về hợp đồng và cảnh báo anh rằng ICA đang bị nhắm mục tiêu bởi cùng một nhóm. 47 đồng ý xử lý vấn đề và sở hữu một tập tin đặt tên nhóm là Franchise, kẻ thù của ICA tìm cách phá hoại họ và giành quyền kiểm soát các chính phủ trên toàn thế giới.

## Đón nhận
Hitman: Contracts hầu hết nhận được đánh giá tích cực. Các nhà phê bình khen ngợi các yếu tố về lối chơi, đồ họa, nhạc nền được cải thiện, giai điệu và bầu không khí tối hơn, trong khi những lời chỉ trích lại hướng đến sự quen thuộc và thiếu những thay đổi và bổ sung đáng kể từ trò chơi trước.
Greg Kasavin của trang GameSpot thích một số nhiệm vụ từ Hitman: Codename 47 được giới thiệu ở đây với những cải tiến về đồ họa, nhưng anh cảm thấy đó là một "động thái rẻ tiền". Kasavin cũng chỉ trích độ khó bình thường trong trò chơi; anh cảm thấy nó quá dễ và người chơi có thể tham gia con đường 'Sát nhân hàng loạt' mà ít hoặc không có hậu quả.
Payton Cook, viết cho PowerSteam, đã mô tả tích cực lối chơi tổng thể, chỉ đưa ra những lời phê bình tiêu cực về giá cả.